# Boniewo (gmina)
Pour les articles homonymes, voir Boniewo.
Boniewo est une gmina rurale du powiat de Włocławek, Couïavie-Poméranie, dans le centre-nord de la Pologne. Son siège est le village de Boniewo, qui se situe environ 22 km au sud-ouest de Włocławek et 64 km au sud de Toruń.
La gmina couvre une superficie de 77,72 km2 pour une population de 3 550 habitants.

## Géographie
La gmina est bordée par les gminy de Choceń, Chodecz, Izbica Kujawska et Lubraniec.